# Rattus macleari
Rattus macleari — один з видів гризунів роду пацюків (Rattus).

## Поширення
Був ендеміком острова Різдва, Австралія. Вимер, мабуть, між 1900 і 1904 роками. Цей вид був частково або повністю нічним, мав мало страху до людей. Він був наземним і лазив по деревах, і був присутній на всьому острові, що був на той час загалом покритий вологими тропічними лісами. Мало що відомо про їх раціон, за винятком, що вони любили фрукти і молоді пагони.
Andrews (1900) писав «У денний час ці пацюки живуть у норах серед коріння дерев, колодах, що розкладаються і дрібних норах. Вони, здається, розмножуються цілий рік.»

## Загрози та охорона
Ендрюс (1900), який був на острові протягом десяти місяців, 1897—1898, зазначив, що це «на сьогоднішній день найпоширеніший вид ссавців, що мешкають на острові». Як вважають, швидке вимирання виду було результатом епідемії хвороби, яку принесли на острів чорні пацюки, R. rattus.